# 건덕 (북송)
건덕(乾德, 963년 11월 ~ 968년 11월)은 북송 태조(太祖) 조광윤(趙匡胤)의 두번째 연호이다. 5년 가량 사용하였다.
건덕 연호를 차용한 십국(十國) 국가는 오월(吳越), 남당(南唐)이 있다.

## 개원
- 건륭(建隆) 4년 11월 16일[1](963년 12월 4일)에 연호를 건덕(乾德)으로 개원함.[2][3][4][5]

- 건덕(乾德) 6년 11월 24일[6](968년 12월 16일)에 연호를 개보(開寶)로 개원함.[7][8][4][5]

## 연대 대조표
| 건덕       | 원년            | 2년        | 3년        | 4년        | 5년        | 6년        |
| 서기(西紀) | 963년           | 964년      | 965년      | 966년      | 967년      | 968년      |
| 간지(干支) | 계해(癸亥)      | 갑자(甲子) | 을축(乙丑) | 병인(丙寅) | 정묘(丁卯) | 무진(戊辰) |
| 요(遼)     | 응력(應曆) 13년 | 14년       | 15년       | 16년       | 17년       | 18년       |
| 남한(南漢) | 대보(大寶) 6년  | 7년        | 8년        | 9년        | 10년       | 11년       |
| 후촉(後蜀) | 광정(廣政) 26년 | 27년       | 28년       | -          | -          | -          |
| 북한(北漢) | 천회(天會) 7년  | 8년        | 9년        | 10년       | 11년       | 12년       |

## 동시대 연호

### 중국
요(遼)
- 응력(應曆) (951년 ~ 969년)

남한(南漢)
- 대보(大寶) (958년 ~ 971년)

후촉(後蜀)
- 광정(廣政) (938년 ~ 965년)

북한(北漢)
- 천회(天會) (957년 ~ 973년)

대리국(大理國)
- 광덕(廣德) (953년 ~ 967년)
- 순덕(順德) (968년)

호탄 왕국(于闐國)
- 동경(同慶) (912년 ~ 966년)
- 천존(天尊) (967년 ~ 977년)

### 일본
- 오와(應和) (961년 ~ 964년)
- 고호(康保) (968년 ~ 968년)
- 안나(安和) (968년 ~ 970년)

## 같이 보기
- 다른 왕조의 같은 연호
  - 전촉(前蜀) 건덕(乾德, 919년 ~ 924년)

- 중국의 연호 목록